# Квамм, Симон
Симон Квамм (род. 18 февраля 1975, Силькеборг) — датский актёр и певец. Наиболее известен как участник датской рок-группы Nephew, где он является основным вокалистом и клавишником.
Группа создала множество песен, ставших хитами в Дании, например, такие как Igen & Igen &, Superliga, En Wannabe Darth Vader и Movie Klip, которые получили несколько датских музыкальных премий. Симон является фанатом футбольного клуба Olympia Århus København.
Также Симон известен по датскому комедийному шоу Drengene fra Angora, где он играет невменяемого датского велосипедиста Pim de Keysersgrach, члена байкерской банды Baune и хозяина Симона (где он играет сам себя). Симон верит, что его актёрская деятельность помогает ему выступать на сцене и сочинять песни. В первую очередь Квамм считает себя музыкантом, и лишь потом актёром.

## Дискография
в Nephew
Singles
- We Don't Need You Here
- Superliga
- Ordenspoliti
- Movie Klip
- En Wannabe Darth Vader
- Worst/ Best Case Scenario
- Byens Hotel
- Igen & Igen &
- Science Fiction Og Familien
- Mexico Ligger I Spanien
- Hospital feat. L.O.C.
- Timbaland vs. Nephew: The Way I Are
- Allein Alene(Allein Allein by Polarkreis 18): Remixed by Nephew and Carsten Heller
- 007 Is Also Gonna Die
- Va Fangool!
- Sov for Satan Mand
- Police Bells And Church Sirens
- The Danish Way to Rock feat. VM Landsholdet

Альбомы
- Swimming Time (2000)
- USADSB (2004)
- USADSB 10 x så live (2004)
- Interkom Kom Ind (2006)
- Roskilde 07.07.07 (2007)
- Danmark/Denmark (2009)

в De Eneste To
Синглы
- Morten (2010)
- Jeg Har Ikke Lyst Til At Dø (2010)

Альбом «De Eneste To»
- De Eneste To (2010)

- IMDB entry:  Архивная копия от 8 июля 2012 на Wayback Machine
- Silkeborg library literary portal (in Danish):  Архивная копия от 10 октября 2006 на Wayback Machine